# Parhelophilus rex
Parhelophilus rex är en tvåvingeart som beskrevs av Charles Howard Curran och Fluke 1926. Parhelophilus rex ingår i släktet strandblomflugor, och familjen blomflugor. Inga underarter finns listade i Catalogue of Life.